# Raphia regalis
Espèce
Statut de conservation UICN

 LC  : Préoccupation mineure
Raphia regalis est une espèce de plantes à fleurs (angiospermes) de la famille des Arecaceae (les palmiers). Les feuilles de ce raphia "royal" (du sens de son nom latin) peuvent atteindre 25,11 m de long, 4,90 m de large et plus de 100 kg, ce qui en fait les feuilles les plus longues du règne végétal.

## Localisation
Raphia regalis est couramment trouvée en Angola, au Cameroun, en République du Congo, au Gabon et au Nigeria. Son habitat naturel est la forêt de plaine humide subtropicale ou tropicale. L'espèce est aujourd'hui menacée par la disparition de cet habitat.